# Bījār Basteh Sar
Bījār Basteh Sar (persiska: بیجار بسته سر) är en ort i Iran.   Den ligger i provinsen Gilan, i den norra delen av landet, 210 km nordväst om huvudstaden Teheran. Antalet invånare är 134.
Terrängen runt Bījār Basteh Sar är platt åt nordväst, men åt sydost är den kuperad. Terrängen runt Bījār Basteh Sar sluttar norrut. Runt Bījār Basteh Sar är det mycket tätbefolkat, med 1 018 invånare per kvadratkilometer. Närmaste större samhälle är Lāhījān, 4,9 km väster om Bījār Basteh Sar. I omgivningarna runt Bījār Basteh Sar växer i huvudsak blandskog.